# サイパン丸
サイパン丸（さいぱんまる）は、日本郵船の内南洋航路の貨客船である。内南洋航路は、南洋諸島居留民にとって生活必需品を補給し、生産物を出荷する重要航路であった。それにもかかわらず旧式船中心だったところへ就航した新鋭船が、本船であった。太平洋戦争中にアメリカ潜水艦に撃沈されたが、約400人の乗客の多くを無事に避難させて、死者は一割以下に抑えた。
以下、トン数表示のみの船舶は日本郵船の船舶である。

## 日本郵船の内南洋航路
第一次世界大戦の結果、南洋諸島は国際連盟の委任統治領として日本に託された。1922年に南洋庁が開設されると諸島の開発は一層進められ、人員や物資の往来は増加する傾向にあった。日本郵船が日本と南洋諸島を結ぶ航路を開設したのは、委任統治領になる前の1917年のことである。航路は神戸あるいは横浜を起点に、小笠原諸島父島、サイパン島、トラック諸島、ポナペ、クサイを経てジャルート環礁に至る東廻線と、サイパン島から分かれてテニアン島、ロタ島、ヤップ島、パラオを経てオランダ領東インドのダバオ、マナドに至る西廻線の二航路で構成されていた。東廻線は、日本領内のみを航行する航路としては、おそらく最長距離を行く航路である。その後、往来の増加に対応して諸島の東西を結ぶ航路などが順次開設されていった。この航路では、往路では食糧や燃料、生活必需品、各種機械が運ばれ、帰途には諸島産出のコプラ、砂糖、マニラ麻などが日本に運ばれていった。諸島に住む人々にとっては、この航路の船舶は一種の「宝船」であり、来航するたびに歓迎していた。

## サイパン丸の就航
この航路に就航していた船舶は山城丸（3,606トン）や近江丸（3,582トン）、泰安丸（3,135トン）、天城丸（3,165トン）など、明治時代末から大正時代に建造された主力を占めていた。昭和時代に入って、人員や物資の往来の更なる増加に対応して、新鋭貨客船を建造することとなった。その第一船として建造したパラオ丸（4,495トン）に続いて建造されたのがサイパン丸である。
サイパン丸は1936年6月16日に三菱重工業長崎造船所で竣工した。船体は先に竣工したパラオ丸よりも1,000トン大きく、船客定員もパラオ丸より若干多かった。サイパン丸およびパラオ丸は、三連成レシプロ機関から排出された排気ガスでタービンを回し、出力を増す方式を採用していた。船名に関しても、海外の地名や国名を船名に取り入れる際には、例えばあるぜんちな丸（大阪商船、12,755トン）などのように、平仮名か漢字表記にすることが多かったが、サイパン丸とパラオ丸に関しては片仮名表記であり、「片仮名＋丸」の表記は少なくとも第二次世界大戦前の日本船舶の名前としては数少ない存在であった。
サイパン丸は東廻線に投入されたパラオ丸に続いて竣工後ただちに西廻線に投入されたが、1937年からの日中戦争に際し、青島の日本人居留民引揚げのため同年8月に、日本政府に一時傭船された。その後は1941年9月3日から6日まで日本海軍の裸傭船になった時期を除けば通常の航路に就航し続け、これは太平洋戦争開戦後も基本的には変わらなかった。変わった点と言えば、航路が船舶運営会による運営になったこと、航路に対する敵の攻撃に備え不定期運航になったこと、輸送船団に加入すること、帰途の船客に引揚げ者が目に付いたことが挙げられた。1942年の時点で、8月5日にパラオ丸が、12月28日に近江丸がそれぞれ戦渦により沈没していた。

## 終末
1943年7月15日、サイパン丸は伯剌西爾丸（大洋興業、5,860トン）他輸送船3隻とともにオ505船団を編成し、水雷艇鳩、第18号掃海艇、第10号駆潜艇、特設掃海艇第7玉丸（西大洋漁業、275トン）の護衛で佐伯を出港した。サイパン丸には船客の他味噌、醤油、石炭、雑貨など合わせて3,270トンが積み込まれていた。16日正午、第18号掃海艇、第7玉丸が船団から分離し、第18号掃海艇は佐伯へ、第7玉丸は宿毛湾泊地へ向かった。船団は折りからの台風に翻弄され、低速力で進まざるを得なかった。船客の大半は船酔いに見舞われたが、それでも避難訓練はみっちり行われた。
7月21日、オ505船団は北緯16度29分 東経133度57分 / 北緯16.483度 東経133.950度のパラオ北方980キロの地点に差し掛かった。12時30分、船団はアメリカ海軍潜水艦ハダック (USS Haddock, SS-231) の攻撃を受け、サイパン丸の船尾に魚雷が命中。サイパン丸は推進器が脱落してメインマストが折れた。続いて12時38分に2本目、12時45分に3本目の魚雷が命中し、サイパン丸は船尾より沈没していった。サイパン丸の乗組員は自らの命を顧みず船客の避難誘導に務めた結果、2名の犠牲者を出しつつ船客422名のうち389名を救助することに成功した。これは、船酔いの船客が多数いたにもかかわらずみっちり行われた避難訓練の賜物でもあった。
この後、山城丸、泰安丸も沈没。やがてギルバート・マーシャル諸島の戦い、マリアナ・パラオ諸島の戦いを経て南洋諸島は日本から切り離され、航路は消滅した。